# استخوان شرمگاهی

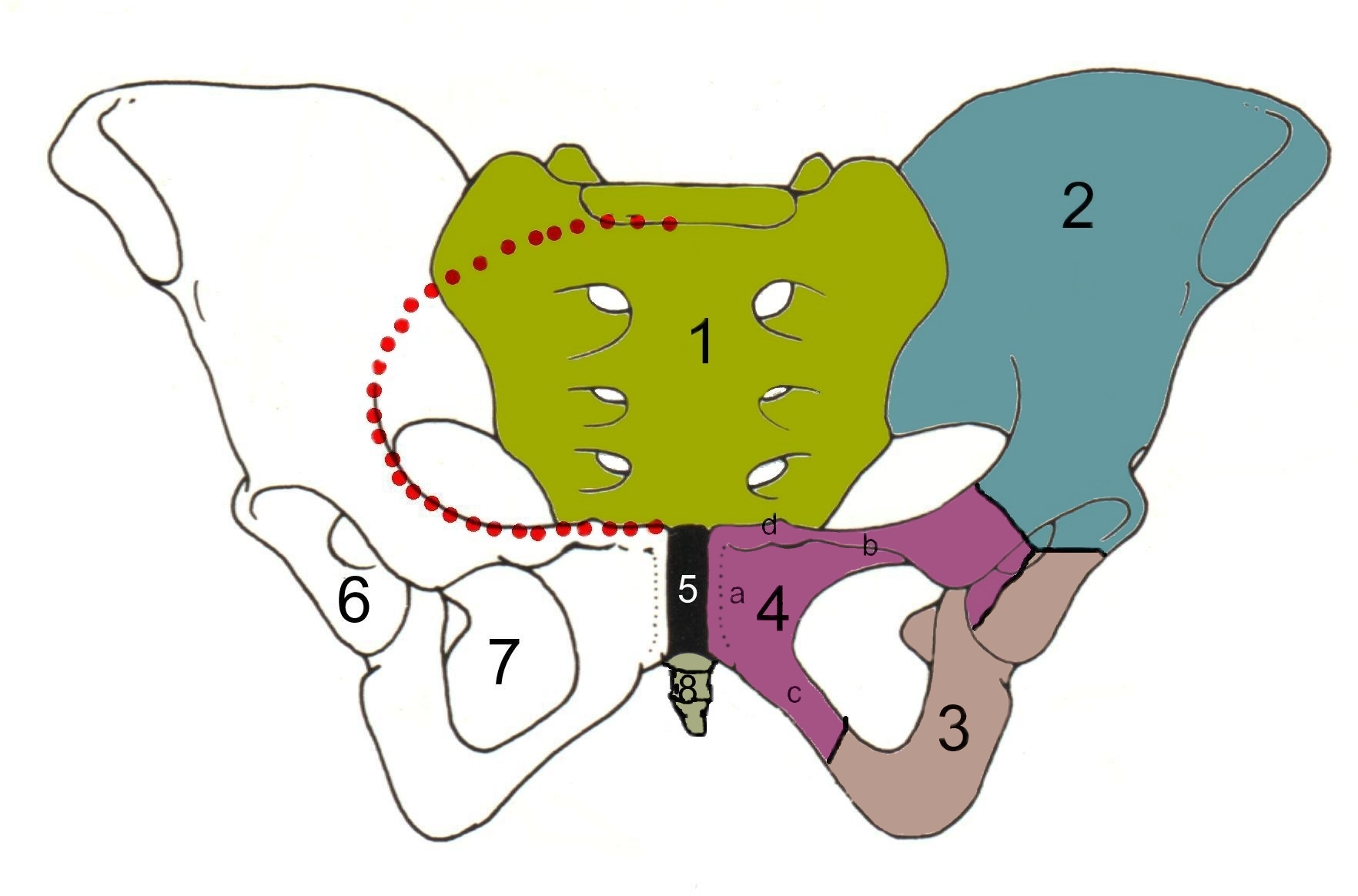
استخوان‌های لگن. ۱. استخوان خاجی ۲. استخوان تهیگاهی ۳. استخوان نشیمنگاهی ۴. استخوان شرمگاهی ۵. التصاق شرمگاهی ۶. حفره حقه‌ای ۷. سوراخ سِدادی ۸. دنبالچه خط قرمز: خط انتهایی/محدوده لگن.

استخوان شرمگاهی (به عربی: عانه، به لاتین پوبیس، pubis) یکی از سه قسمت استخوان بی‌نام در دوران نوزادی است.
در افراد بالغ غضروف‌ها تبدیل به استخوان شده و لگن خاصره یک‌پارچه استخوانی می‌گردد. از مجموع دو نیام لگن خاصره و استخوان خاجی فضایی به‌وجود می‌آید که به آن لگن خاصره می‌گویند. استخوان شرمگاهی قسمت قدامی استخوان بی‌نام را می‌سازد و شامل یک تنه و دو شاخهٔ فوقانی و تحتانی است.
در بدن، استخوان‌های شرمگاهی دو طرف در قسمت جلو به یکدیگر نزدیک شده و در بین آنها یک ساختمان غضروفی فیبری مانند منیسک زانو قرار می‌گیرد. کنار هم قرار گرفتن دو استخوان شرم‌گاهی و این غضروف را التصاق شرمگاهی (سمفیز پوبیس) می‌گویند. التصاق شرم‌گاهی در واقع مفصل بین دو استخوان شرمگاهی است. این مفصل از نوع آمفی‌آرترودیال بوده و حرکت بسیار کمی دارد. در ماه‌های آخر بارداری در خانم‌ها، غضروف سمفیز شل شده و دو استخوان شرمگاهی بیشتر از هم فاصله می‌گیرند تا حلقه لگن برای عبور بچه در حین زایمان گشادتر شود.

## ساختار
استخوان شرمگاهی از یک تنه، شاخ بالایی و شاخ پایینی (تشکیل شده است. استخوان‌های بی‌نام چپ و راست در التصاق شرمگاهی (سمفیز پوبیس) به هم می‌پیوندند. این استخوان با لایه‌ای از بافت چربی پوشیده شده است - تپه ونوس. استخوان شرمگاهی حد پایین ناحیه پایین شکم است. در زنان، استخوان شرمگاهی در جلوی اسفنج پیشابراه قرار دارد.

## تنه
تنه استخوان شرمگاهی دارای:
- یک لبه بالایی یا ستیغ شرمگاهی
- یک سل شرمگاهی در انتهای جانبی ستیغ شرمگاهی
- سه سطح (قدامی، خلفی و میانی)

تنه، بخش پهن، قوی، میانی و مسطح استخوان شرمگاهی را تشکیل می‌دهد. تنه‌های استخوان‌های شرمگاهی چپ و راست در التصاق شرمگاهی به هم می‌پیوندند. لبه بالایی ناهموار، ستیغ شرمگاهی است که از طرفین در سل شرمگاهی به پایان می‌رسد. این سل، که تقریباً ۳ سانتی‌متر از التصاق شرمگاهی فاصله دارد، یک ویژگی متمایز در قسمت پایینی دیواره شکم است. در هنگام تعیین محل حلقه کشاله‌ای (اینگوینال) سطحی و مجرای رانی (فمورال) مجرای کشاله ران اهمیت دارد. سطح داخلی تنه بخشی از دیواره لگن کوچک را تشکیل می‌دهد و به مبدأ بخشی از ماهیچه سدادی درونی (عضله ابتوراتور داخلی) متصل می‌شود.

## شاخ شرمگاهی بالایی
شاخ شرمگاهی بالایی، بالایی‌ترین شاخ از دو شاخ است. لبه بالایی سوراخ سدادی را تشکیل می‌دهد. از تنه تا صفحه میانی امتداد می‌یابد و در آنجا به شاخ طرف مقابل می‌پیوندد. این شاخ از یک قسمت داخلی صاف و یک قسمت خارجی باریک منشوری شکل تشکیل شده است.

## سطوح

### سطح داخلی
سطح قدامی ناهموار است، به سمت پایین و بیرون هدایت می‌شود و به عنوان مبدأ عضلات مختلف عمل می‌کند. نزدیک‌کننده دراز از زاویه بالایی و داخلی، بلافاصله زیر ستیغ ایجاد می‌شود. در پایین‌تر، سِدادی (ابتوراتور) بیرونی، نزدیک‌کننده کوتاه و قسمت بالایی نواری منشأ می‌گیرند.
سطح خلفی، از بالا به پایین محدب، از یک طرف به سمت دیگر مقعر، صاف است و بخشی از دیواره قدامی لگن را تشکیل می‌دهد. این سطح به ماهیچه بالابرنده مقعد و سدادی درونی، و اتصال به رباط‌های شرمگاهی-پروستاتی و به چند فیبر عضلانی طولانی شده از مثانه را ایجاد می‌کند.

## مرزها
مرز فوقانی یک سل برجسته را نشان می‌دهد، سل شرمگاهی (خار شرمگاهی) که به جلو بیرون زده است؛ رباط کشاله ران (رباط پوپارت) به آن متصل است.
یک برآمدگی مشخص از سل شرمگاهی به سمت بالا و جانبی می‌رود و بخشی از خط شانه‌ای (پکتینال) را تشکیل می‌دهد که لبه لگن کوچک را مشخص می‌کند: بخشی از داس اینگوینال (تاندون پیوسته ماهیچه مایل داخلی شکم و عرضی شکم)، رباط لاکونار (رباط Gimbernat) و رباط کشاله‌ای (اینگوینال) بازتاب شده (نیام مثلثی) به آن متصل هستند.
داخل‌تر از سل شرمگاهی، ستیغی قرار دارد که از این زائده تا انتهای داخلی استخوان امتداد می‌یابد. این ستیغ محل اتصال داس کشاله‌ای و ماهیچه راست شکم و هرمی را فراهم می‌کند.
نقطه اتصال ستیغ با حاشیه داخلی استخوان، زاویه نامیده می‌شود. به آن، و همچنین به سمفیز، رباط کشاله‌ای سطحی متصل است.
حاشیه داخلی مفصلی است؛ بیضی شکل است و با هشت یا نه برآمدگی عرضی یا مجموعه‌ای از زوائد نوک پستان مانند که در ردیف‌هایی چیده شده‌اند، از هم جدا شده توسط شیارها مشخص می‌شود. آنها برای اتصال یک لایه نازک از غضروف عمل می‌کنند که بین آن و لایه بین شرمگاهی غضروفی فیبری قرار دارد.
مرز جانبی یک حاشیه تیز، ستیغ سدادی را نشان می‌دهد که بخشی از محیط سوراخ سدادی را تشکیل می‌دهد و به غشای سدادی متصل می‌شود.

## بخش جانبی

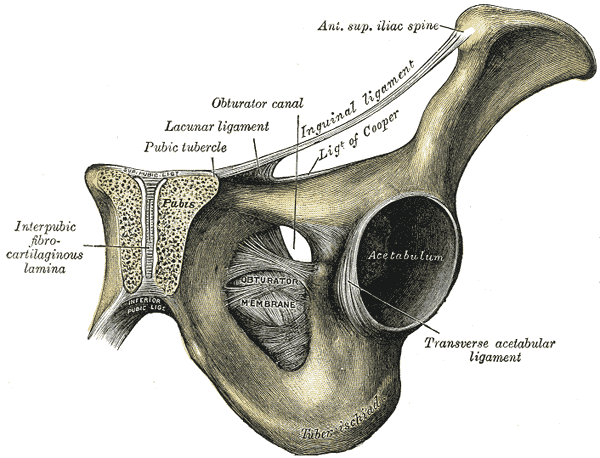
تصویر مقطع کرونال، سمفیز پوبیس را به‌عنوان مفصل غضروفی میان دو استخوان شرمگاهی نشان می‌دهد که در پایداری لگن نقش دارد.

### سطوح
سطح فوقانی ادامه خط شانه‌ای (پکتینال) را نشان می‌دهد، که قبلاً ذکر شد که از سل شرمگاهی شروع می‌شود. در جلوی این خط، سطح استخوان به شکل مثلثی است، در طرفین پهن‌تر از قسمت داخلی، و توسط ماهیچه شانه‌ای پوشیده شده است. این سطح از طرفین توسط یک برجستگی ناهموار، برجستگی درازروده‌ای‌شانه‌ای (ایلیوپکتینال)، که برای نشان دادن نقطه اتصال درازروده و استخوان شرمگاهی عمل می‌کند، و در زیر توسط یک برآمدگی برجسته که از شکاف حفره حقه‌ای (استابولوم) تا سل شرمگاهی امتداد می‌یابد، محدود می‌شود.
سطح تحتانی مرز بالایی سوراخ سدادی را تشکیل می‌دهد و از طرفین یک شیار عمیق و پهن و مایل برای عبور عروق و عصب سدادی نشان می‌دهد. و در قسمت داخلی، یک حاشیه تیز، ستیغ سدادی، که بخشی از محیط سوراخ سدادی را تشکیل می‌دهد، و به غشای سدادی متصل می‌شود.
سطح خلفی بخشی از مرز قدامی لگن کوچک را تشکیل می‌دهد. صاف است، از بالا به پایین محدب است و منشأ برخی از الیاف ماهیچه سدادی داخلی است.

## شاخ شرمگاهی پایینی
شاخ شرمگاهی پایینی بخشی از لگن است و نازک و صاف است. از انتهای داخلی شاخ بالایی به صورت جانبی و پایین می‌گذرد. با پایین آمدن باریک‌تر می‌شود و به شاخ پایینی استخوان نشیمنگاه در زیر سوراخ سدادی می‌پیوندد.

### سطوح
سطح قدامی آن ناهموار است، برای منشأ ماهیچه‌ها - ماهیچه نواری در امتداد حاشیه داخلی آن، بخشی از ماهیچه سدادی خارجی که در تشکیل سوراخ سدادی شرکت می‌کند، و بین این دو، ماهیچه‌های نزدیک‌کننده کوتاه و بزرگ، اولی داخلی‌تر است.
سطح خلفی صاف است و باعث ایجاد ماهیچه سدادی داخلی و نزدیک به حاشیه داخلی، ماهیچه تنگ‌کننده مجرای ادرار می‌شود.

## مرزها
در لگن زن، حاشیه داخلی ضخیم، ناهموار و برآمده است و دو برآمدگی را نشان می‌دهد که توسط یک فضای بینابینی از هم جدا شده‌اند. برآمدگی‌ها به سمت پایین امتداد می‌یابند و با برآمدگی‌های مشابه روی شاخ پایینی استخوان نشیمنگاه پیوسته هستند.
به برآمدگی خارجی نیام کولس (فاسیای Colles) متصل است.
به برآمدگی داخلی فاسیای تحتانی دیافراگم ادراری تناسلی متصل است.
مرز جانبی نازک و تیز است، بخشی از محیط سوراخ سدادی را تشکیل می‌دهد و به غشای سدادی متصل می‌شود.

## سایر حیوانات

### پستانداران
پستانداران غیر جفت‌دار دارای برآمدگی‌های استخوانی از استخوان شرمگاهی هستند که به عنوان استخوان‌های رونشیمنگاهی (اپی‌پوبیک) شناخته می‌شوند. این‌ها ابتدا در میان سگ‌دندان‌های مشتق‌شده تکامل یافتند و به عنوان وسیله‌ای برای حمایت از ماهیچه‌های خم‌کننده ران تکامل یافتند و توسعه راه رفتن راست را تسهیل کردند. با این حال، این‌ها از انبساط نیم تنه جلوگیری می‌کنند، از بارداری جلوگیری می‌کنند و حیوان را مجبور به زایمان نوزادان لاروی می‌کنند (کانگوروهای "joeys" و نوک‌اردکی‌های "puggles" امروزی).
پستانداران جفت‌دار در میان همه پستانداران، از جمله سایر هوددان (Eutheria)، به دلیل از دست دادن استخوان‌های رونشیمنگاهی و توانایی ایجاد بارداری مناسب منحصر به فرد هستند. در برخی از گروه‌ها، بقایای این استخوان‌های پیش از شرمگاهی را می‌توان به عنوان استخوان‌های آلت تناسلی یافت.

### دایناسورها
تبارشاخه دایناسورها بر اساس ساختار لگن، از جمله مهم‌تر از همه استخوان شرمگاهی، به خزنده‌کَفَلان (ساریشیا) و پرنده‌کفلان (اورنیتیشیا) تقسیم می‌شود. لگن پشت‌شرمگاهی وضعیتی است که در آن استخوان شرمگاهی به سمت دم حیوان امتداد می‌یابد، صفتی که در پرندگان نیز وجود دارد. با این حال، در لگن پیش‌شرمگاهی، استخوان شرمگاهی به سمت سر حیوان امتداد می‌یابد، همان‌طور که در ساختار لگن معمولی خزنده‌کفلان که در زیر نشان داده شده است دیده می‌شود. حفره حقه‌ای (استابولوم) که می‌توان آن را به عنوان یک «پریز لگن» در نظر گرفت، دهانه‌ای در هر طرف کمربند لگنی است که در محل اتصال استخوان نشیمنگاهی، استخوان تهیگاهی و شرمگاهی به هم می‌رسند و سر استخوان ران در آن قرار می‌گیرد. جهت‌گیری و موقعیت استابولوم یکی از ویژگی‌های اصلی جسمانی است که باعث می‌شد دایناسورها با پاهای خود مستقیماً زیر بدن خود در حالت ایستاده راه بروند. زائده پیش‌شرمگاهی یک برآمدگی استخوانی از استخوان شرمگاهی است که از حفره لگن به سمت جلو و به سمت جلوی حیوان امتداد می‌یابد. تصور می‌شود که این سازگاری در حمایت از ماهیچه‌های شکم نقش داشته است.

استخوان نشیمنگاهی در جانوران پرنده‌کَفَل
استخوان نشیمنگاهی در جانوران خزنده‌کفل